# Ali Sadreddine al-Bayanouni
Ali Sadr ad-Din al-Bayanouni (en arabe : علي صدر الدين البيانوني), né en 1938 à Alep, fut le secrétaire général de la section syrienne de la confrérie des Frères musulmans entre 1996 et 2010. Il cède alors sa place à Mohammed Riyad Al Chaqfeh.
Du fait de la lutte du gouvernement syrien contre les organisations islamistes, al-Bayanouni a dû trouver refuge à Londres. Dans le contexte de la guerre civile syrienne, il refuse tout dialogue avec Bachar el-Assad, estimant que « le régime actuel a perdu tous ses droits après que les troupes ont ouvert le feu sur leurs propres compatriotes ».